# 昆欣镇区
昆欣镇区是缅甸掸邦南桑县下辖的一个镇区，治所位于昆欣。